# Narke japonica
Narke japonica é uma espécie de raia elétrica da família Narkidae. É comum nas águas costeiras e oceânicas do noroeste do Oceano Pacífico, do sul do Japão ao sul da China. Atingindo até 40 cm de comprimento, N. japonica possui um disco de nadadeiras peitorais quase circular, com coloração variando de vermelho a marrom-escura na parte superior, às vezes com manchas mais escuras ou claras, e marrom mais claro na parte inferior. Os espiráculos [en] atrás de seus olhos pequenos têm bordas elevadas e lisas. Sua cauda curta e musculosa possui uma única nadadeira dorsal, posicionada atrás das nadadeiras pélvicas arredondadas, e termina em uma grande nadadeira caudal.
Habitante de áreas rasas e arenosas próximas a recifes rochosos, N. japonica é um predador bentônico de invertebrados. Como outros membros de sua família, ela pode produzir uma forte descarga elétrica a partir de seus órgãos elétricos para defesa. As fêmeas são vivíparas, dando à luz ninhadas de até cinco filhotes. Os jovens em gestação são inicialmente sustentados por vitelo e, posteriormente, por histotrofo ("leite uterino"). A União Internacional para a Conservação da Natureza (UICN) classificou esta espécie como vulnerável, devido à sua suscetibilidade às pescas de arrasto que operam intensivamente em sua área de distribuição.

## Taxonomia
Os primeiros espécimes de N. japonica conhecidos pela ciência foram quatro peixes coletados no Japão por naturalistas alemães Philipp Franz von Siebold e Heinrich Burger durante o segundo quarto do século XIX. Os espécimes foram empalhados e depositados no Museu Nacional de História Natural [en] em Leiden; três deles foram rotulados como "Narcine spec." e um como "Narcine timlei [en]". Esse material serviu de base para uma descrição escrita por Coenraad Jacob Temminck e Hermann Schlegel, publicada em 1850 como parte da Fauna Japonica [en], uma série de monografias [en] sobre zoologia japonesa. Temminck e Schlegel classificaram a nova espécie no subgênero Astrape do gênero Torpedo; autores posteriores sinonimizaram Astrape com Narke [en]. Em 1947, Marinus Boeseman reexaminou os quatro espécimes originais e designou o maior, com 27 cm de comprimento, como o lectótipo da espécie. Alguns taxonomistas acreditam que a Crassinarke dormitor [en] pode ser conspecífica com Narke japonica, pois sua morfologia é praticamente idêntica.

## Descrição

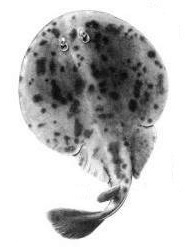
Ilustração de Narke japonica do mar de Sagami; este espécime era incomum por ter manchas escuras tanto na parte superior quanto inferior.

N. japonica possui um disco de nadadeiras peitorais quase circular, mais largo que longo. Dois grandes órgãos elétricos em forma de rim são visíveis sob a pele em ambos os lados da cabeça. Os olhos pequenos e protuberantes são imediatamente seguidos por espiráculos [en] maiores, com bordas elevadas e lisas. As narinas são pequenas e posicionadas próximas umas das outras, com uma cortina de pele entre elas que se sobrepõe à boca. A boca protrusível forma uma linha transversal curta e é cercada por um sulco profundo. Há menos de 25 fileiras de dentes em cada mandíbula, organizadas em faixas; os dentes são pequenos, com bases ovais e coroas pontiagudas. Cinco pares de fendas branquiais curtas estão localizados na parte inferior do disco.
As nadadeiras pélvicas são grandes e largas, com margens convexas, e se originam abaixo das nadadeiras peitorais; machos adultos possuem clásperes curtos que não se estendem além das margens das nadadeiras pélvicas. A cauda é curta e espessa, com uma dobra de pele ao longo de cada lado. Há uma única nadadeira dorsal arredondada posicionada atrás das nadadeiras pélvicas. A grande nadadeira caudal é quase simétrica acima e abaixo do pedúnculo caudal e tem cantos arredondados. A pele é macia e desprovida de dentes dérmicos [en]. N. japonica é vermelha a marrom-escura na parte superior e marrom mais claro na inferior; alguns indivíduos são lisos, enquanto outros têm manchas escuras ou claras em sua superfície dorsal (raramente também ventral). O comprimento máximo conhecido desta espécie é de 40 cm.

## Distribuição e habitat
N. japonica habita águas da plataforma continental no noroeste do Oceano Pacífico, do sul do Japão e Coreia ao sudeste da China e Taiwan. Esta espécie comum pode ser encontrada em áreas arenosas, frequentemente perto de recifes rochosos, tanto próximo quanto afastado da costa. Na Península de Izu, foi relatada em profundidades de 12 a 23 metros.

## Biologia e ecologia

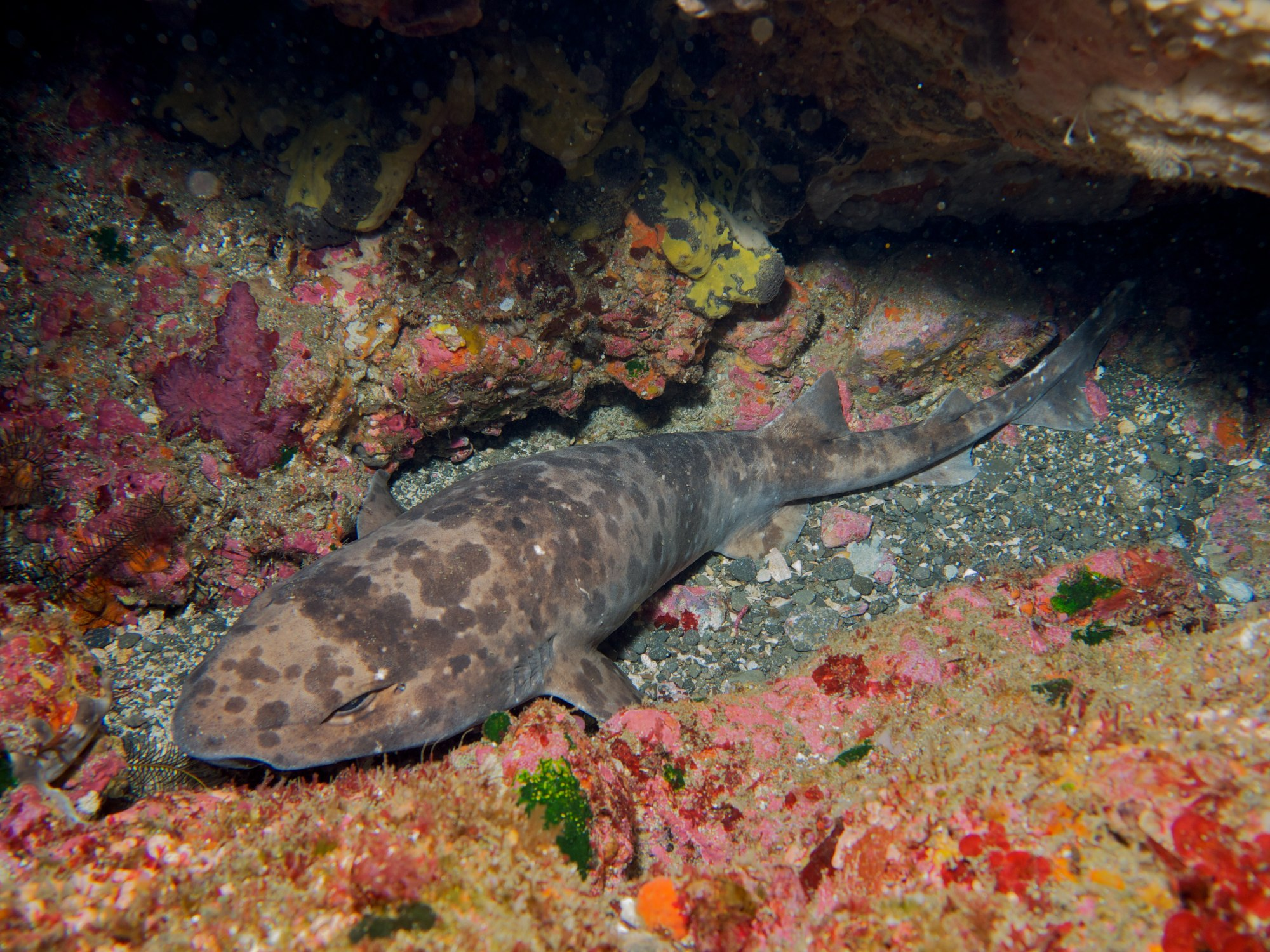
O tubarão-balão-mármore é um predador de Narke japonica.

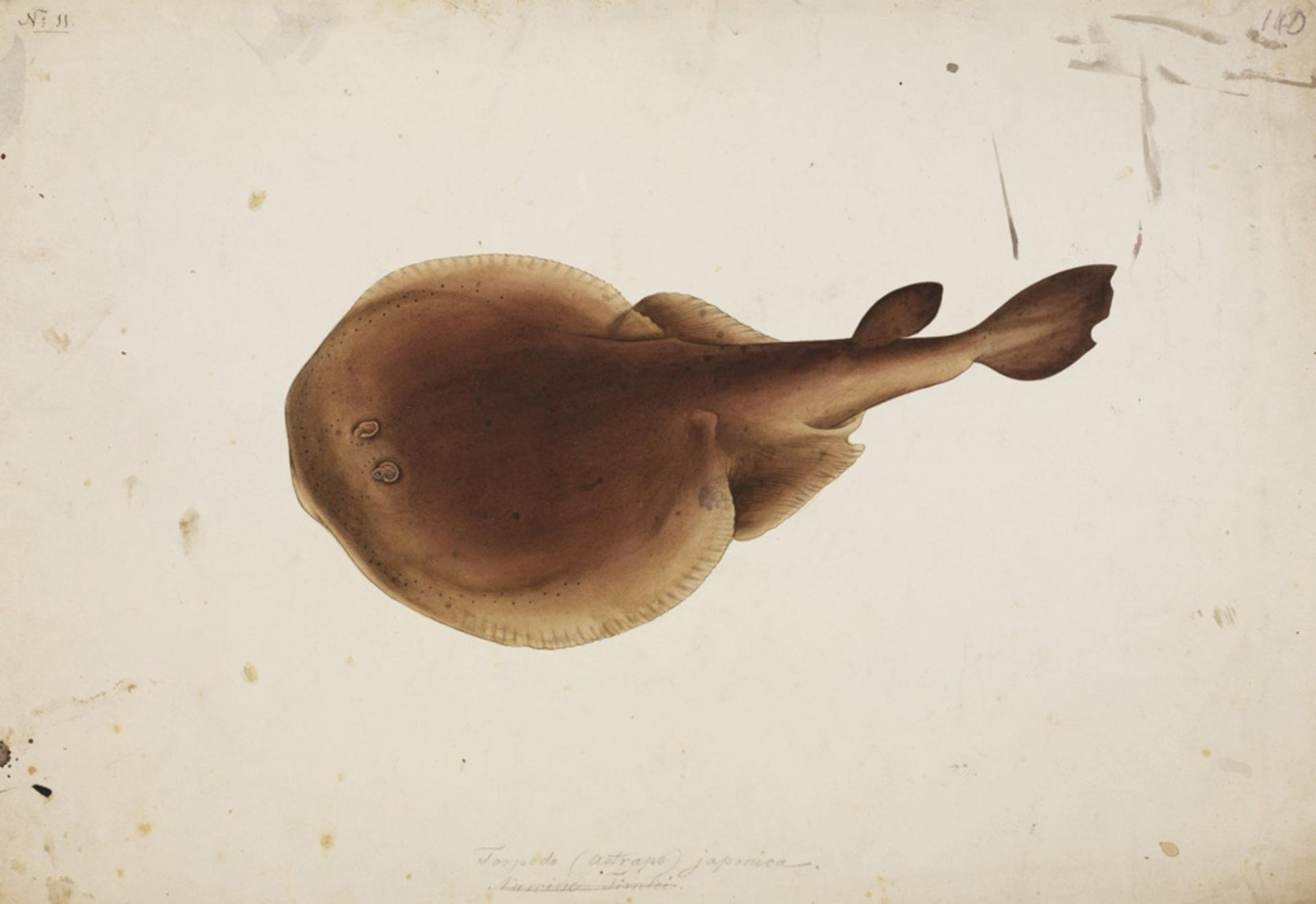
Narke japonica (Temminck e Schlegel) desenhada e pintada por Kawahara Keiga, 1823–1829.

De natureza pouco ativa, N. japonica passa grande parte do tempo enterrada no fundo do mar. Ela pode produzir uma descarga elétrica de 30 a 80 volts para afastar predadores, que incluem o tubarão-balão-mármore (Cephaloscyllium umbratile). Seus órgãos elétricos são compostos por eletrocitos, que são células especializadas derivadas de fibras musculares preenchidas com uma substância semelhante a gel. Esses eletrocitos são empilhados em colunas verticais, com muitas colunas formando cada órgão elétrico; esse arranjo funciona essencialmente como baterias conectadas em paralelo. A dieta de Narke japonica inclui invertebrados bentônicos. Um parasita desta espécie é o tênia Anteropora japonica (Yamaguti, 1934) Subhapradha, 1955.
N. japonica é vivípara, com os embriões em desenvolvimento nutridos inicialmente por vitelo e, posteriormente, por histotrofo ("leite uterino") produzido pela mãe. As fêmeas dão à luz ninhadas de até cinco filhotes no início do verão; os recém-nascidos medem 10 cm de comprimento e são mais claros e uniformes em cor do que os adultos. A maturidade sexual é alcançada em um comprimento entre 23 e 37 cm para machos, e cerca de 35 cm para fêmeas.

## Interações humanas
A descarga elétrica de N. japonica é forte, mas não representa risco de vida para humanos. Há uma observação de uma raia que reagiu ao ser tocada por uma câmera esfregando as costas contra a lente, sugerindo que ela pode se defender ativamente se perturbada. N. japonica adapta-se mal ao cativeiro. Esta e outras espécies de raias elétricas são usadas em pesquisas biomédicas devido à abundância de canais iônicos e receptores de acetilcolina em seus órgãos elétricos, podendo servir como modelo para o sistema nervoso humano.
Embora poucos dados específicos estejam disponíveis, acredita-se que N. japonica seja capturada incidentalmente em pescas de camarão com arrasto e outros equipamentos de pesca demersal em toda a sua área de distribuição. Não é utilizada economicamente; no entanto, raias elétricas tendem a não sobreviver após serem capturadas e descartadas, e a pesca de camarão causou declínios populacionais marcantes em outras espécies de raias elétricas em outras regiões. Dada a alta intensidade da atividade pesqueira no leste da Ásia, a União Internacional para a Conservação da Natureza (UICN) classificou esta espécie como vulnerável.